# Суза (Кнежеві Виногради)
45°47′ пн. ш. 18°46′ сх. д. / 45.78° пн. ш. 18.77° сх. д.
Суза (хорв. Suza) — населений пункт у Хорватії, в Осієцько-Баранській жупанії у складі громади Кнежеві Виногради.

## Населення
Населення за даними перепису 2011 року становило 567 осіб.
Динаміка чисельності населення поселення:

## Клімат
Середня річна температура становить 11,03 °C, середня максимальна – 25,53 °C, а середня мінімальна – -6,05 °C. Середня річна кількість опадів – 611 мм.
| Клімат поселення                              | Клімат поселення | Клімат поселення | Клімат поселення | Клімат поселення | Клімат поселення | Клімат поселення | Клімат поселення | Клімат поселення | Клімат поселення | Клімат поселення | Клімат поселення | Клімат поселення | Клімат поселення |
| Показник                                      | Січ.             | Лют.             | Бер.             | Квіт.            | Трав.            | Черв.            | Лип.             | Серп.            | Вер.             | Жовт.            | Лист.            | Груд.            |                  |
| Середній максимум, °C                         | 5,99             | 7,89             | 12,50            | 17,20            | 22,59            | 25,53            | 25,10            | 24,85            | 20,58            | 15,16            | 9,04             | 5,20             |                  |
| Середня температура, °C                       | 0,00             | 1,89             | 6,47             | 11,17            | 16,57            | 19,52            | 21,25            | 20,97            | 16,76            | 11,29            | 5,18             | 1,35             |                  |
| Середній мінімум, °C                          | −6,05            | −4,14            | 0,48             | 5,16             | 10,57            | 13,50            | 17,37            | 17,11            | 12,88            | 7,43             | 1,31             | −2,5             |                  |
| Норма опадів, мм                              | 37               | 32               | 35               | 48               | 58               | 76               | 63               | 58               | 50               | 51               | 56               | 47               |                  |
| Середньомісячна швидкість вітру, м/с          | 2.52             | 2.73             | 3.01             | 2.93             | 2.60             | 2.40             | 2.32             | 2.14             | 2.13             | 2.31             | 2.43             | 2.54             |                  |
| Середньомісячна сонячна радіація, кДж/м²·день | 4179             | 6983             | 10926            | 15555            | 19442            | 21733            | 22106            | 20024            | 14881            | 9352             | 4708             | 3447             |                  |
| --------------------------------------------- | ---------------- | ---------------- | ---------------- | ---------------- | ---------------- | ---------------- | ---------------- | ---------------- | ---------------- | ---------------- | ---------------- | ---------------- | ---------------- |
| Джерело:                                      |                  |                  |                  |                  |                  |                  |                  |                  |                  |                  |                  |                  |                  |